# Stikstofwet
De Stikstofwet (Wet stikstofreductie en natuurverbetering) is een Nederlandse wet die drie resultaatsverplichtingen ten aanzien van de vermindering van de stikstofuitstoot regelt. De wet wijzigde de Wet natuurbescherming en trad op 1 juli 2021 in werking.
De wet vereist dat in 2025 minimaal 40% van het areaal van de stikstofgevoelige natuur in beschermde Natura 2000-gebieden een gezond stikstofniveau heeft waarbij de kritische depositiewaarde (KDW) niet overschreden wordt; in 2030 moet dit minimaal de helft zijn en in 2035 minimaal 74%. Bronmaatregelen voor de vermindering van de stikstofdepositie werden nader vastgelegd in een Programma Stikstofreductie en Natuurverbetering.

## Doel
De wet is bedoeld om uitvoering te geven aan de Europese regels voor natuurbescherming. Sinds 2015 was daartoe het Programma Aanpak Stikstof (PAS) van kracht. De milieu-organisatie Mobilisation for the Environment (MOB) spande een rechtszaak aan, omdat zij vond dat er onvoldoende beschermende maatregelen voor de natuur werden genomen. Ten tijde van het PAS nam de hoeveelheid stikstof in de natuur niet af maar juist toe. De Nederlandse Natura 2000-gebieden werden slechter in stand gehouden dan die in andere lidstaten. Het Europees Hof en vervolgens in mei 2019 de Raad van State oordeelden dat PAS inderdaad tekort schoot en verklaarden deze voor ongeldig.

## Bouwvrijstelling
Onderdeel van de Stikstofwet is een algemene bouwvrijstelling. Deze bepaalt dat infrastructurele projecten, bouw- en sloopactiviteiten en tijdelijke aanleg in de bouwfase gedeeltelijk zijn vrijgesteld van de natuurvergunningplicht voor het aspect stikstofdepositie. De bouwvrijstelling is bedoeld om stilgelegde en uitgestelde bouwwerken nabij Natura 2000-gebieden weer mogelijk te maken. Het gaat om de tijdelijke stikstof-uitstoot tijdens de bouw, niet om de neerslag van stikstof die daarna in de gebruiksfase zal optreden. De motivering is dat de bouwsector slechts een relatief klein aandeel heeft in de stikstofuitstoot, dat het gaat om tijdelijke uitstoot en dat het "Schoon en Emissieloos Bouwen" (de transitie naar emissie-arme bouw en reductie van CO2 en fijnstof) niet mag worden belemmerd. Bovendien kan de stikstofuitstoot van een bepaald project deels ook via andere projecten worden gecompenseerd.
De bouwvrijstelling is vastgelegd door toevoeging van artikel 2.9a in de Wet natuurbescherming (Wnb). In het Besluit bouwwerken leefomgeving is in artikel 7.19a een informatieplicht opgenomen om maatregelen te benoemen om de stikstofdepositie te beperken.

### Ongeldigverklaring
Mobilisation for the Environment tekende bij de Raad van State bezwaar aan tegen het toepassen van de bouwvrijstelling bij de aanleg van het Porthos-project, een project voor ondergrondse CO2-opslag vanuit de Rotterdamse haven. Volgens MOB werden daarmee de stikstofnormen ontdoken. Op 2 november 2022 oordeelde de RvS in een tussenvonnis, dat de bouwvrijstelling inderdaad niet voldoet aan het Europees natuurbeschermingsrecht, dat vereist dat individuele beschermde natuurgebieden geen schade oplopen, en er niet op een hoger schaalniveau gekeken mag worden naar maatregelen die bovendien onzeker zijn qua uitvoering. Projecten mogen echter wel individueel worden beoordeeld op de mogelijke gevolgen van de uitstoot van stikstof. Dit betekent dat bouwactiviteiten getoetst dienen te worden aan lokale stikstofgevolgen bij de vergunningsaanvraag. In het geval van Porthos bepaalde de RvS op 16 augustus 2023 dat de belastende stikstofuitstoot beperkt en tijdelijk was en op de lange termijn verwaarloosbaar. Ondanks de ongeldigheid van de bouwvrijstelling  mocht het project dus toch doorgaan.

## Omgevingswet
Sinds 1 januari 2024 worden de stikstofregels met betrekking tot de Natura 2000-gebieden bepaald in de Omgevingswet, met name in artikel 2.46 (stikstofdepositieruimte), onder verantwoordelijkheid van de minister voor Natuur en Stikstof.